# Sphaerophoria sinuata
Sphaerophoria sinuata är en tvåvingeart som först beskrevs av Macquart 1834.  Sphaerophoria sinuata ingår i släktet sländblomflugor, och familjen blomflugor.
Artens utbredningsområde är Frankrike. Inga underarter finns listade i Catalogue of Life.